# Referéndum de independencia de Bougainville de 2019
Se realizó un referéndum de independencia en Bougainville desde el 23 de noviembre hasta el 7 de diciembre de 2019.

## Trasfondo
La votación es el resultado de un acuerdo entre el Gobierno de Papúa Nueva Guinea y el Gobierno Autónomo de Bougainville, y se programó originalmente para el 15 de junio de 2019, antes de retrasarse debido a la falta de fondos. La votación no es vinculante y el Gobierno de Papúa Nueva Guinea tiene la última palabra sobre qué pasará con Bougainville en el caso de que los votantes elijan la independencia.
Según el Acuerdo de Paz de Bougainville, a más tardar en junio de 2020 se debe celebrar un referéndum que incluya la opción de independencia. En octubre de 2018, el ex primer ministro de Irlanda Bertie Ahern fue designado para presidir la Comisión de Referéndum de Bougainville, que es responsable de preparar el referéndum.

## Resultados
| Opción                             | Opción                             | Votos   | %     |
| ---------------------------------- | ---------------------------------- | ------- | ----- |
|                                    | Independencia                      | 176.928 | 98,31 |
|                                    | Mayor autonomía                    | 3.043   | 1,69  |
| Votos blancos o nulos              | Votos blancos o nulos              | 1.096   | –     |
| Total de votos                     | Total de votos                     | 181.067 | 100   |
| Total de inscritos y participación | Total de inscritos y participación | 206.731 | 87,59 |
| Fuente: BRC                        |                                    |         |       |

## Consecuencias
En julio de 2021, se llegó a un acuerdo entre los gobiernos de Papúa Nueva Guinea y Bougainville, en el que Bougainville obtendrá la independencia en 2027.